# Biantella reticulata
Biantella reticulata – gatunek kosarza z podrzędu Laniatores i rodziny Biantidae. Jedyny znany przedstawiciel monotypowego rodzaju Biantella.

## Występowanie
Gatunek został wykazany z Kamerunu.